# Stachys byzantina

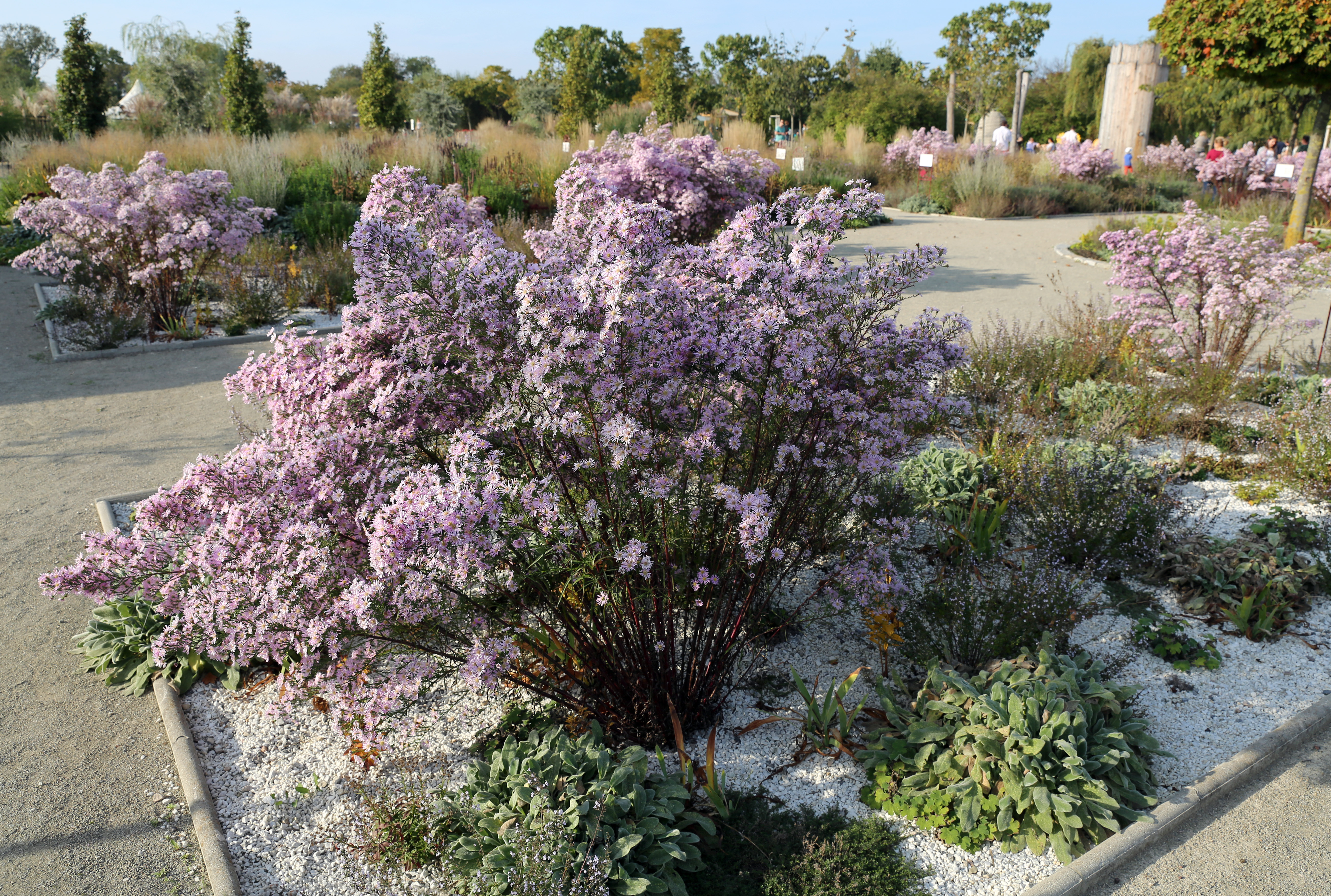

Stachys byzantina (sin. S. lanata), popularmente conhecida como peixinho-da-horta, lambari ou simplesmente peixinho, é uma espécie de planta com flor da família Lamiaceae, nativa da Turquia, Armênia e Irã. É cultivada em grande parte das regiões de clima temperado como planta ornamental. Estas plantas são frequentemente encontradas sob o sinônimo de Stachys lanata ou Stachys olympica.
O peixinho-da-horta floresce no final da primavera e início do verão; as plantas produzem hastes altas em forma de espinhos com algumas folhas reduzidas. As flores são pequenas e roxas claras. As plantas tendem a ser perenes, mas podem "morrer" durante os invernos frios e regenerar o novo crescimento das copas.

## Descrição
O peixinho-da-horta é uma planta perene herbácea, geralmente densamente coberta por pelos cinza ou branco-prateados e sedosos. Elas são chamadas de "peixinho" devido ao sabor, semelhante ao de certas carnes de peixe. Os caules floridos são eretos, frequentemente ramificados e tendem a ter 4 ângulos, crescendo 40-80 cm de altura. As folhas são grossas e um pouco enrugadas, densamente cobertas em ambos os lados por pelos cinza-prateados e sedosos; as partes de baixo são mais branco-prateadas do que as superfícies de cima. As folhas estão dispostas de forma oposta nas hastes e 5 a 10 cm de comprimento. Os pecíolos das folhas são semiamplexais (as bases envolvendo a metade do caule) com as folhas basais tendo lâminas de forma oblongo-elíptica, medindo 10 cm de comprimento e 2,5 cm de largura (embora exista variação nas formas cultivadas). As margens das folhas são crenuladas mas cobertas por pêlos densos, os vértices das folhas atenuam-se, estreitando-se gradualmente para a ponta arredondada.

### Flores
Os picos de floração são 10-22 cm de comprimento, produzindo verticilhas que cada uma tem muitas flores e estão amontoadas ao longo da maior parte do comprimento na haste em forma de espiga. As folhas produzidas nos caules floridos são muito reduzidas em tamanho e subsessis, as inferiores ligeiramente mais longas que as intercolásticas e as superiores mais curtas que as verticilhas. Os bracteoles da folha são lineares a linear-lanceolados em forma e 6 mm de comprimento.
As flores não têm pedicelos (sésseis) e o cálice é tubular-campanulado, sendo ligeiramente curvado e 1,2 cm de comprimento. O cálice é glabro, exceto para a superfície interna dos dentes, tendo 10 veias com as veias acessórias imperceptíveis. O 2-3 os dentes do cálice com mm de comprimento têm forma oval-triangular e são subiguais ou os dentes posteriores maiores, com ápices rígidos. As corolas têm algumas veias roxas mais escuras em seu interior; eles são 1,2 cm de comprimento com pêlos sedosos, mas as bases são glabras. Os tubos da corola têm cerca de 6 mm de comprimento com o lábio superior em formato oval com margens inteiras; os lábios inferiores são subpatentes, com o lobo médio amplamente ovalado, os lobos laterais oblongos. Os filamentos do estame são densamente vilosos da base ao meio. Os estilos são exercidos muito além da corola. Existem pequenas nozes imaturas sem pelos, de cor marrom e forma oblonga.

## Cultivo
O peixinho-da-horta é uma planta comumente cultivada para jardins infantis, pois é fácil de cultivar e as folhas grossas de feltro são divertidas de tocar. No Brasil, é usado como uma erva comestível, preparado empanado e frito com suco de limão e diz-se ter gosto de peixe. É ainda frequentemente categorizado como uma planta alimentícia não convencional (PANC). Às vezes é usado como planta medicinal.
Existem vários cultivares, incluindo formas de floração branca, plantas com hábitos mais curtos e plantas que não florescem tanto:
- 'Big Ears' - folhas muito grandes, até 25 cm de comprimento.
- 'Cotton Boll' - uma cultivar estéril que não produz hastes floridas. Propagado assexuadamente.
- 'Primrose Heron' - folhas amarelas na primavera; flores rosa
- 'Sheila Macqueen' - estéril; baixo crescimento; folhas grandes.
- 'Silky Fleece' - cresce 25 cm de altura com flores lilás-ameixa, produzem folhagem menor de lã branca. Semente propagada.
- 'Silver Carpet' - estéril; folhas cinzentas. Propagado assexuadamente.
- 'Striped Phantom' - folhas variegadas.

A orelha de cordeiro é bastante popular para uma grande variedade de insetos e beija-flores, mas em particular para as abelhas. Um tipo especial de abelha, conhecido como Wool Carder Bee, coleta a penugem das folhas das orelhas de cordeiro para fazer ninhos em madeira podre. Também foi documentado que os abelhões gostam de se reunir nas primeiras horas da manhã para coletar água na forma de condensação que se acumula na penugem das folhas da orelha do cordeiro.

## Atividade antibacteriana
O extrato de Stachys byzantina mostrou atividade antimicrobiana contra Staphylococcus aureus que é resistente à vancomicina.

## Propriedades antioxidantes e medicinais
As folhas da Stachys bizantina possuem diversas substâncias em seu óleo essencial com altas propriedades antioxidantes, além de altas taxas de compostos fenólicos. Dentre estes, destacam-se  1,8-cineol (14.8 %),  linalool (12.9 %), cubenol (9.9 %), germacreno D (9,6%), e Menthona (6,9%), dentre outros. A medicina popular usufrui desta espécie para tratar feridas e dores abdominais, bem como desinfetantes e anti febris. Além disso, estudos apontam que essas substâncias bioativas apresentaram papel benéfico de neuroproteção, hipoglicemiante, anti-hiperpigmentação e efeitos de prevenção na absorção de gorduras via inibição de enzimas alvo terapêuticas, o que pode transformá-la em uma planta de grande  interesse para formulações fitofarmacêuticas e cosmetológicas. 

## Aspectos nutricionais
O peixinho da horta, assim como pode ser observado nos quadros 1 e 2, representa uma importante fonte nutricional alternativa para o organismo humano, por exemplo, para vegetarianos,  visto que contém alto valor de nutrientes em comparação às hortaliças convencionais, sendo rico em proteínas, vitaminas, e, principalmente,  fibras (13,21 g/ 100g) e minerais, com destaque para o ferro (6,83 mg/ 100g), potássio (106,96 mg/ 100g) e cálcio (124,8 mg/ 100g). Outros estudos apontam que, na forma liofilizada, as folhas desta planta apresentam valor nutricional ainda maior. 
Quadro 1 - Composição nutricional em 100 g de base úmida de folhas de peixinho.
| Peixinho | Proteína | Lipídeos | Carboidrato | Fibra alimentar |
| g/100g   | 4,4      | 0,93     | 4,23        | 13,21           |

Quadro 2 - Teor de minerais em 100 g de base úmida de folhas de peixinho.
| Peixinho | Potássio | Potássio | Magnésio | Cálcio | Manganês | Ferro | Zinco | Cobre | Fósforo | Fósforo |
| mg/100g  | 106,96   | 106,96   | 10,14    | 124,8  | 0,61     | 6,83  | 0,09  | 0,05  | 16,04   | 16,04   |

## Hortas urbanas e soberania alimentar
Por conta da globalização, observa-se mudanças significativas no padrão alimentar da população e perdas das características identitárias e culturais com o consumo de produtos locais e regionais .
O curso de nutrição da Faculdade de Saúde Pública da USP conta com uma horta comunitária que vem sendo cultivada desde 2014, integrando docentes, funcionários, alunos e qualquer outra pessoa que tenha interesse. Além de oferecer alguns vegetais, dentre eles algumas plantas alimentícias não convencionais, a horta atua como um espaço disponível para o contato com a natureza dentro do meio urbano, e a universidade utiliza o local para realizar práticas educativas em nutrição, meio ambiente e sustentabilidade

## Galeria

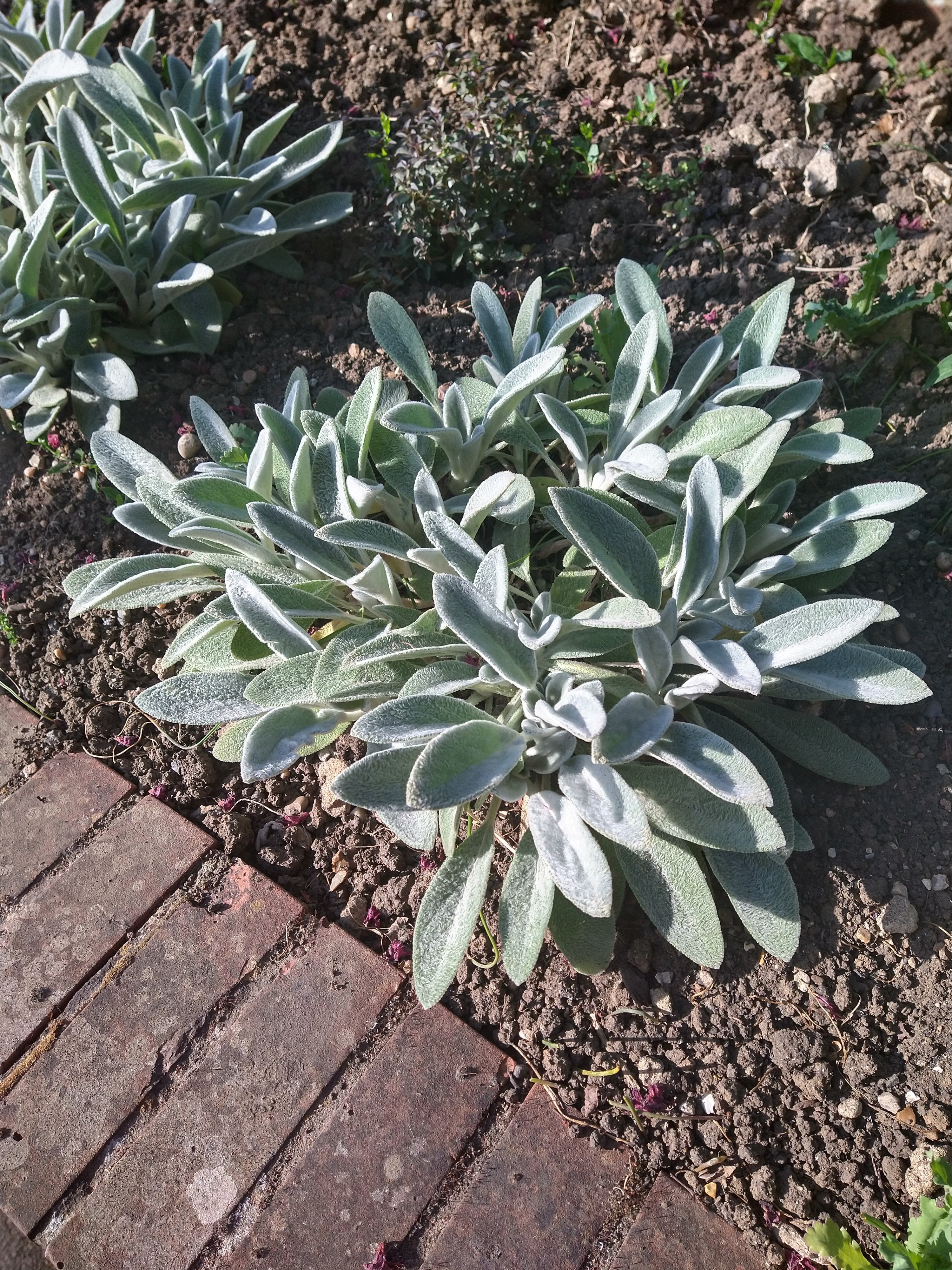
Folhagem
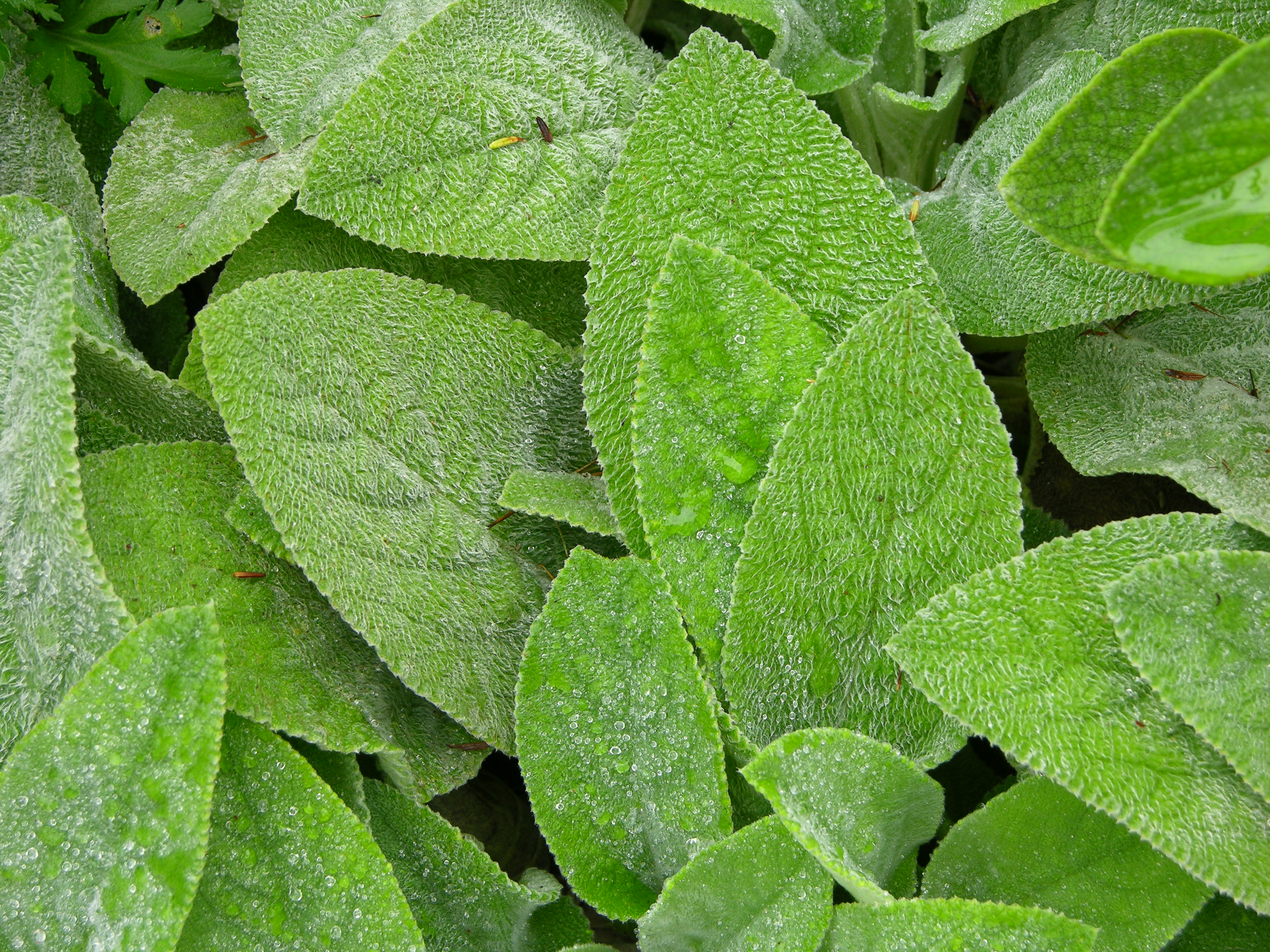
Jovens folhas verdes
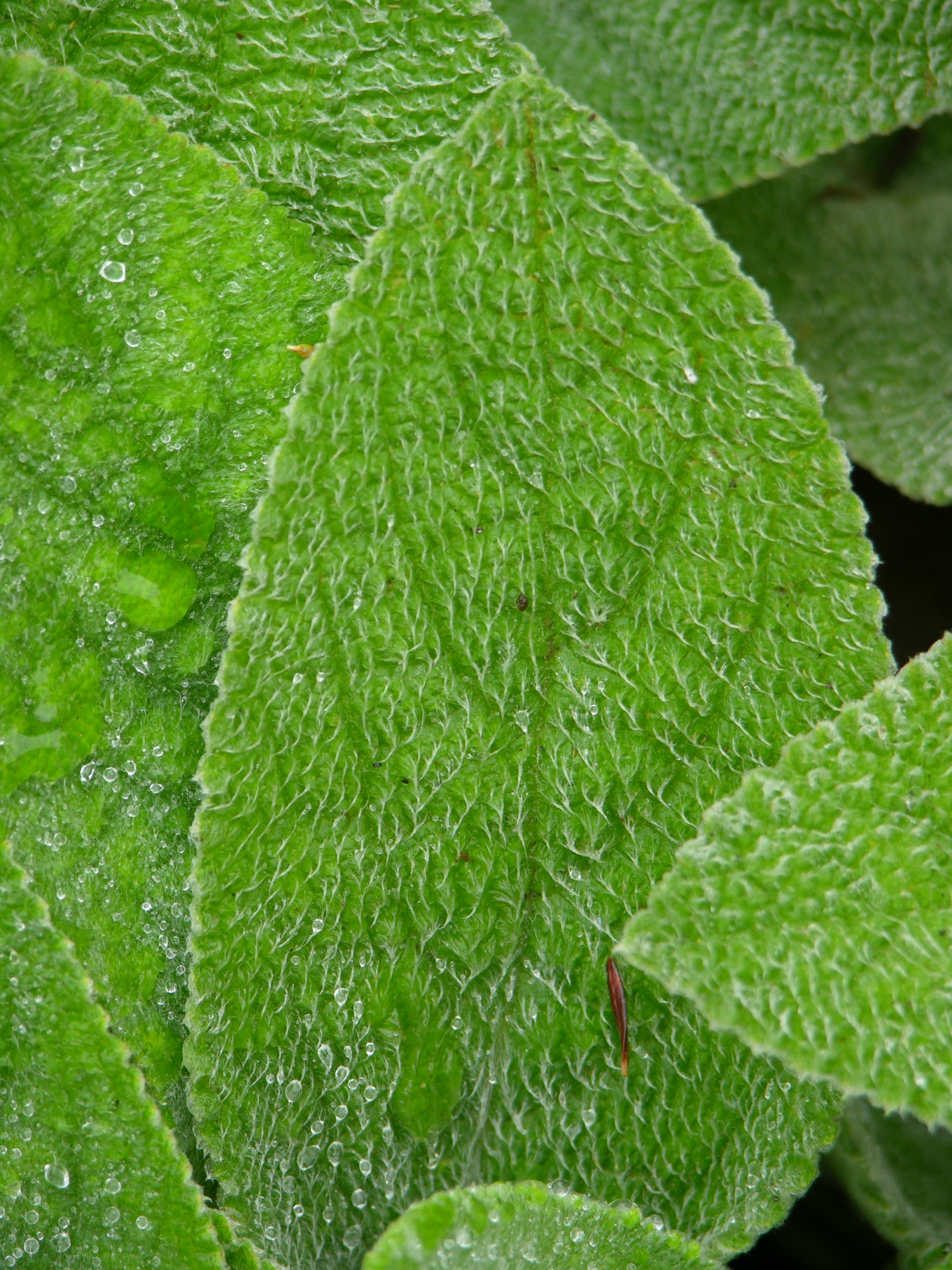
Detalhe de jovem folha felpuda
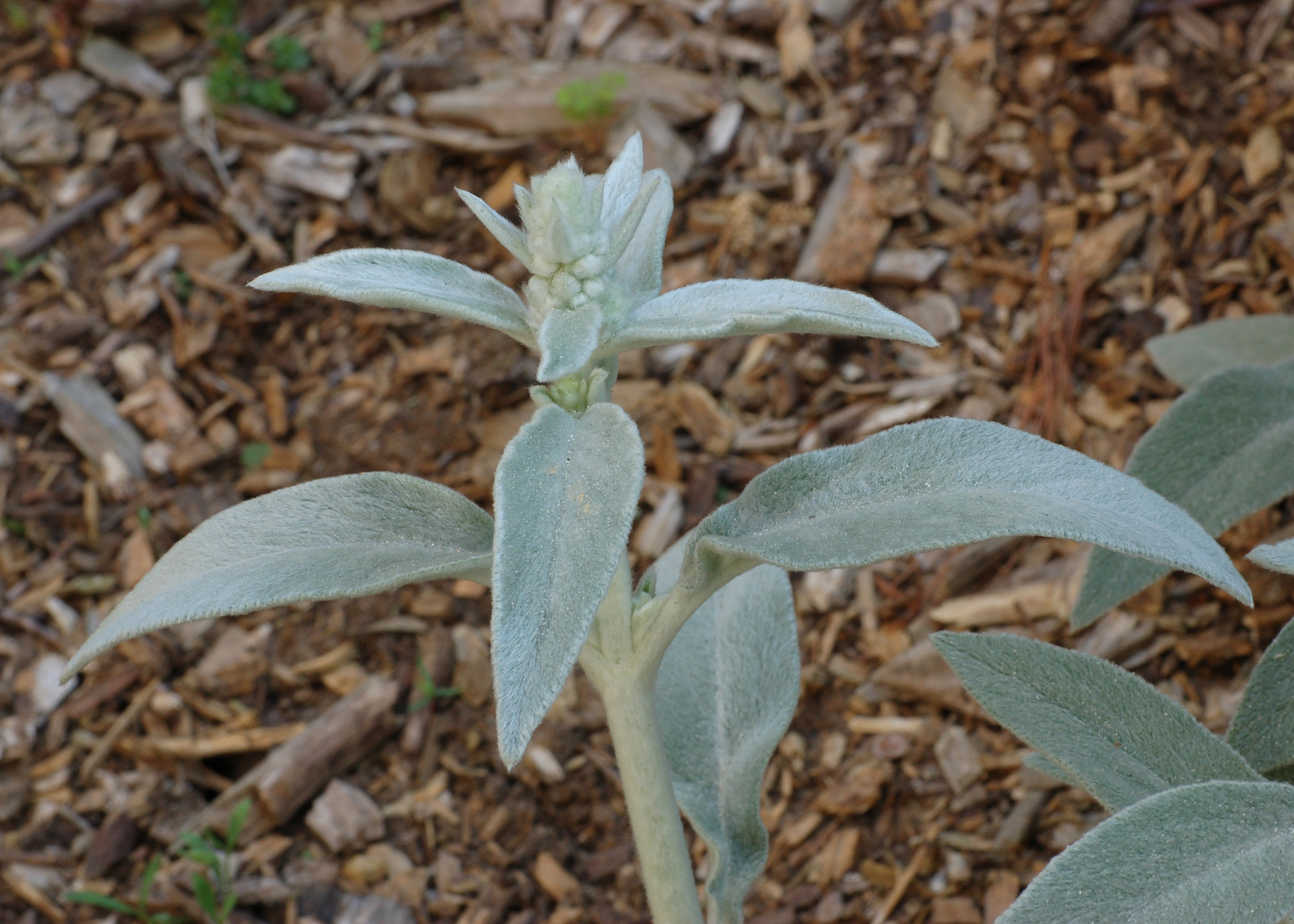
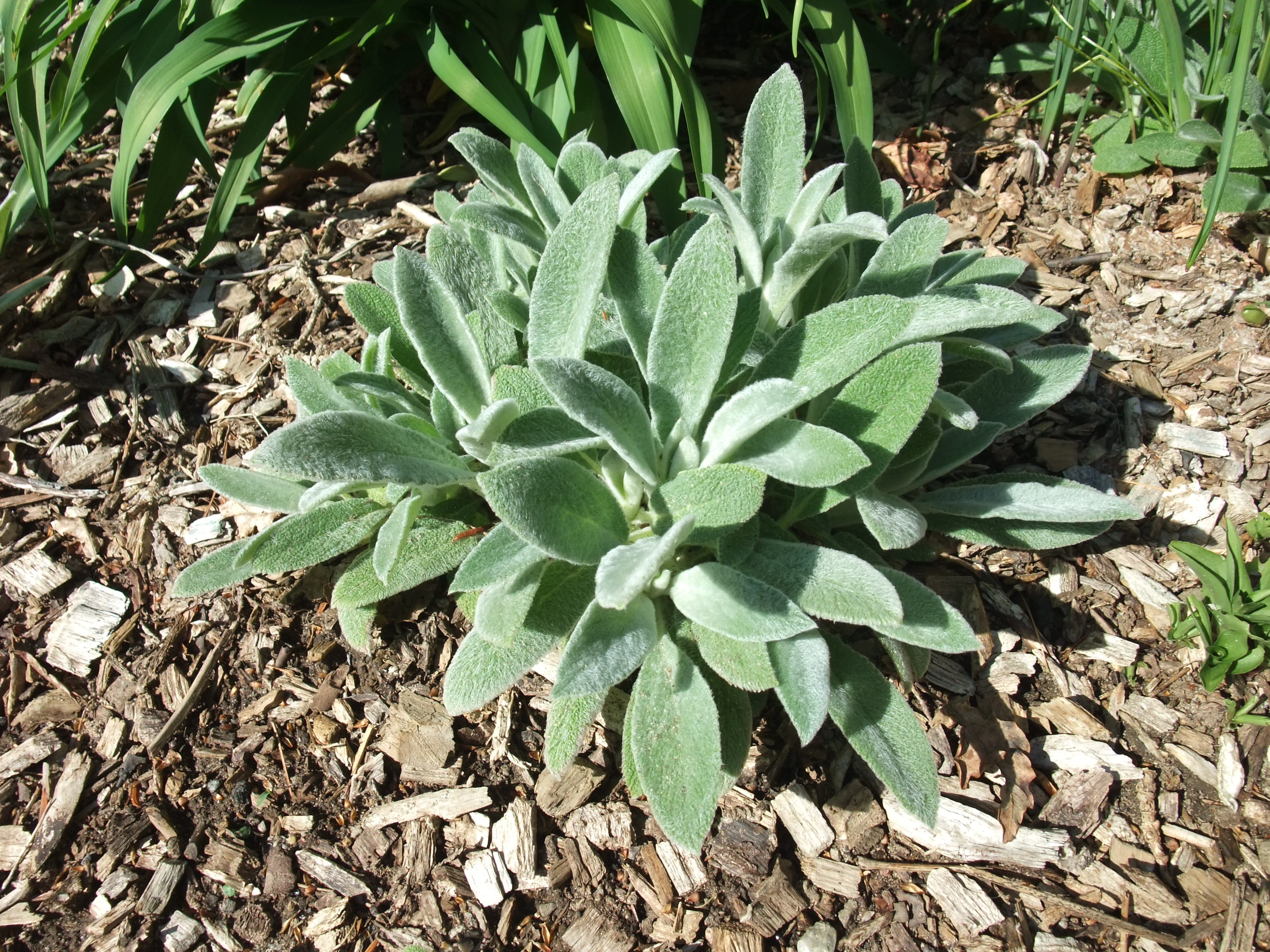
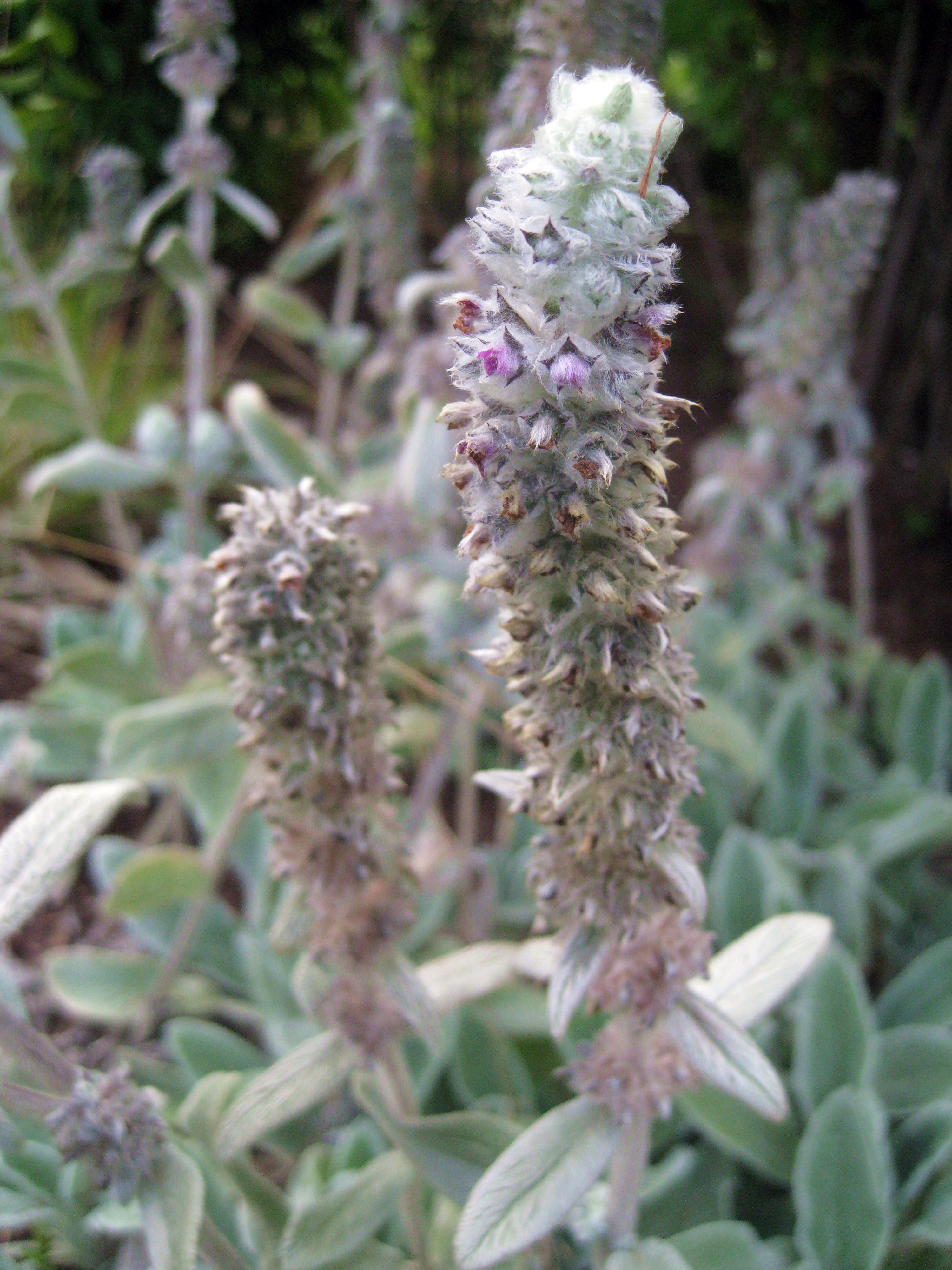
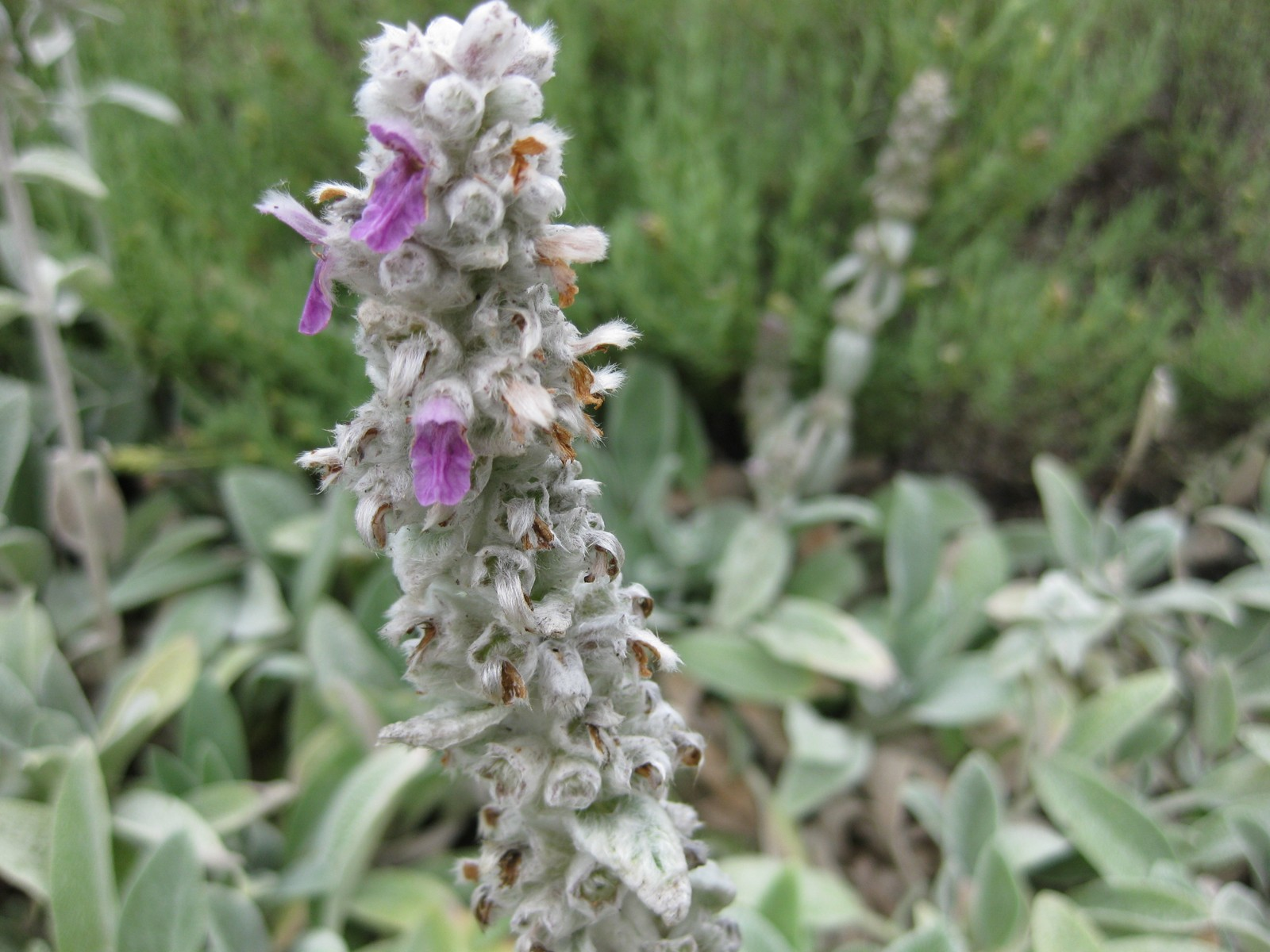
Detalhe de flor